# Талызин, Николай Владимирович
Никола́й Влади́мирович Талы́зин (28 января 1929, Москва, СССР — 23 января 1991, Москва, СССР) — советский государственный деятель, учёный, разработчик спутниковых систем связи.

## Биография
Родился 28 января 1929 года в Москве в семье рабочего.
В 1944—1950 годах работал монтёром и техником-конструктором.
В 1955 году окончил МЭИС.
После окончания института работал в НИИ радио Минсвязи СССР инженером, ведущим конструктором, старшим научным сотрудником, заместителем директора. В институте он возглавил пионерские работы по созданию в СССР первой в мире спутниковой системы телевизионного вещания «Орбита», которая была введена в эксплуатацию в 1967 году и обеспечила возможность смотреть программы Центрального телевидения почти 90 млн граждан СССР, живущих в районах Сибири и Дальнего Востока. Под его руководством были также внедрены спутниковые системы «Москва» и «Москва-Глобальная». Член КПСС с 1960 года.
С 1965 года — заместитель, с 1970 года — первый заместитель министра, а в сентябре 1975 — октябре 1980 года — министр связи СССР. Возглавляя отрасль «Связь», он внёс значительный вклад в развитие в нашей стране всех видов связи, в том числе спутниковой.
Доктор технических наук (1970), профессор (1976).
В октябре 1980 — октябре 1985 года заместитель председателя СМ СССР. Одновременно постоянный представитель СССР в СЭВ.
В октябре 1985 — октябре 1988 первый заместитель председателя СМ СССР.
Одновременно в октябре 1985 — феврале 1988 года председатель Госплана СССР.
В феврале — октябре 1988 года председатель Бюро СМ СССР по социальному развитию.
В октябре 1988 — июле 1989 года заместитель председателя СМ СССР. Одновременно постоянный представитель СССР в СЭВ.
С 1989 года на пенсии.
- 1976—1981 — кандидат в Члены ЦК КПСС[3]
- 1981—1990 — член ЦК КПСС[4]
- 1985—1989 — кандидат в члены Политбюро ЦК КПСС
- 1979—1989 — депутат Верховного Совета СССР

Умер 23 января 1991 года. Похоронен в Москве на Новодевичьем кладбище (участок № 10).

## Награды
- орден Ленина
- орден Октябрьской Революции
- орден Трудового Красного Знамени
- орден Красной Звезды
- Государственная премия СССР (1968) — за приёмную телевизионную систему «Орбита»
- Государственная премия СССР (1975)